# Witold Jurczyk
Witold Jurczyk (ur. 15 marca 1931 w Kcyni, zm. 8 kwietnia 2016 w Poznaniu) – polski chirurg, anestezjolog, twórca polskiej anestezjologii i intensywnej terapii, organizator pierwszego w regionie wielkopolskim oddziału intensywnej terapii (drugiego w Polsce, po wrocławskim).

## Życiorys
Urodził się w rodzinie nauczycielskiej (imię jego ojca - Emila nosi jedna z kcyńskich ulic). W 1949 zdał maturę w gimnazjum w Kcyni. Od 1953 pracował w poznańskim Szpitalu Miejskim im. Józefa Strusia, a od 1955 w Akademii Medycznej w tym samym mieście. W 1954 uzyskał dyplom Wydziału Lekarskiego Uniwersytetu Poznańskiego (od 1958 specjalizacja z chirurgii). W 1961 zdobył stopień doktora nauk medycznych, w 1965 - docenta anestezjologii. W 1970 r. nadano mu tytuł profesora nadzwyczajnego, zaś w 1976 - profesora zwyczajnego. Od 1962 był kierownikiem Zakładu Anestezjologii i Intensywnej Terapii poznańskiej Akademii Medycznej. Po różnych zmianach organizacyjnych i przekształceniach kierował nim do 2001.
Pochowany na cmentarzu naramowickim na Jasnej Roli w Poznaniu. 

## Osiągnięcia
Był współzałożycielem i członkiem Europejskiej Akademii Anestezjologii. W latach 1970–1978 był prezesem Towarzystwa Anestezjologów Polskich. Od 1975 do 1989 był specjalistą krajowym ds. anestezjologii, a w latach 1994-1998 specjalistą krajowym ds. medycyny ratunkowej. Był też członkiem Poznańskiego Towarzystwa Przyjaciół Nauk, członkiem honorowym Towarzystwa Chirurgów Polskich, Polskiego Towarzystwa Anestezjologii i Intensywnej Terapii oraz towarzystw zagranicznych, jak również założycielem Muzeum Anestezjologii w Ostrowie Wielkopolskim. Był autorem ponad 300 publikacji naukowych, promotorem 30 rozpraw doktorskich i 10 przewodów habilitacyjnych. Wśród Jego wychowanków znajduje się sześciu profesorów anestezjologii. W latach 1969–1975 pełnił funkcję prorektora Akademii Medycznej w Poznaniu. 

## Odznaczenia
Odznaczony został m.in. Krzyżem Komandorskim Orderu Odrodzenia Polski. Z uwagi na miejsce urodzenia otrzymał tytuł honorowego obywatela gminy Kcynia oraz medal Zasłużony dla Gminy Kcynia (1989) - był założycielem Fundacji Pomocy Dzieciom Niepełnosprawnym tamże.